# Suarez's Contempt
Suarez's Contempt è il primo album in studio del rapper italiano Suarez, pubblicato nel 2006.

## Descrizione
Uscito a seguito di numerose tracce pubblicate in precedenza sul web, l'album viene concepito e registrato fra il 2004 ed il 2005 presso l'Undertrack Studio di Dj Demis, che si occupa della registrazione e del missaggio, mentre il progetto grafico è ad opera del rapper stesso. Le produzioni del disco sono affidate allo stesso Suarez, Dj Demis, Dj Shada e Carlito.
La pubblicazione dell'album è conseguente al rilascio di un low budget video della title track su YouTube, dove compaiono lo stesso Dj Demis e Dj Shada. Nel testo, il rapper si scaglia apertamente contro alcuni fra i principali esponenti della televisione italiana contemporanea, fra cui Maurizio Costanzo, Maria De Filippi, Costantino e Wanna Marchi. L'album è composto da 5 skit e da 19 tracce, comprese di intro ed outro, dove compaiono fra le varie collaborazioni alcuni membri del Truceklan e di In The Panchine. Fra gli skit, troviamo la partecipazione dell'attore e presentatore romano Massimo Marino.

## Tracce
1. Intro
2. Contempt
3. Massimo Marino Skit
4. Quello che non siete (feat. Dr Demis, Mr. Corso)
5. 24 ore su 24
6. Luca Skit
7. Puttane (feat. Tai Otoshi)
8. Ore 08:00
9. Antialternativo (feat. Lupi De Cinecittà)
10. Doke, Shindekure!
11. Il pazzo skit
12. Vedo la gente morta
13. La gente scapoccia (feat. Gel)
14. Musto skit
15. Drunky
16. Non basta (DJ Shada Remix)
17. False traiettorie (feat. Mystic One)
18. Rivedo quelle pagine (feat. Mr. Corso)
19. Mape skit
20. Presi male (feat. Benassa)
21. Sotto casa (feat. Dr Demis, King Do & Mr. Corso)
22. Crime Pay Us
23. Via da qui (feat. Mr. Corso)
24. Outro